# Chiesa dei Santi Gervasio e Protasio (Mazzè)
La chiesa dei Santi Gervasio e Protasio è la parrocchiale di Mazzè, in città metropolitana di Torino e diocesi di Ivrea; fa parte della vicaria Calusiese-Strambinese.

## Storia
Le prime notizie sulla chiesa, risalenti al 1286, la ritraggono come cappella gentilizia del castello dei conti Valperga. Nel 1349, venne invece descritta come chiesa parrocchiale, anno in cui venne unita alla parrocchia di San Lorenzo, una delle più antiche di Mazzè.

## Descrizione
La chiesa presenta una struttura a tre navate e una facciata barocca.